# The President's Mystery

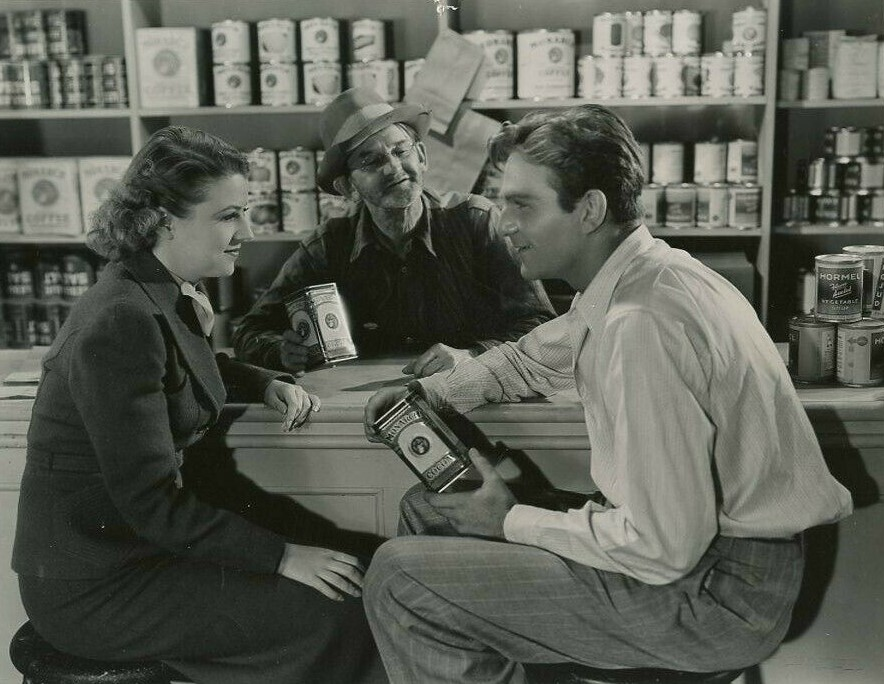
Betty Furness, Si Jenks et Henry Wilcoxon dans The President's Mystery.

Pour plus de détails, voir Fiche technique et Distribution.
The President's Mystery est un film américain réalisé par Phil Rosen et sorti en 1936. Il est basé sur un roman inspiré d'une trame rédigée par le président en exercice Franklin Delano Roosevelt, tous les bénéfices du livre et des films étant reversés à la Georgia Warm Springs Foundation. Il a été produit et distribué par Republic Pictures. Le film est sorti sous le titre alternatif One for All au Royaume-Uni par British Lion Films.

## Synopsis
En fraternisant avec les hommes puissants de Washington, D.C., l'avocat James Blake contribue à bloquer un projet de loi sur la reconstruction du commerce visant à transformer les usines frappées par la dépression en coopératives. Puis, lors d'un voyage, il rencontre et tombe amoureux de Charlotte Brown, propriétaire d'une conserverie à Springdale, fermée en raison de la situation économique du moment. Sous le nom de James Carter, Blake assiste à une réunion municipale des nouveaux chômeurs et dénonce les lobbyistes puissants soutenus par les entreprises. De retour chez lui, Blake s'inspire d'un article de magazine, dans lequel un homme liquide sa fortune et se cache, pour convertir ses biens et organiser sa propre mort avant de partir pour Springdale.

## Fiche technique
- Réalisation : Phil Rosen
- Scénario : Franklin Delano Roosevelt, Samuel Hopkins Adams, Lester Cole, John Erskine, Rupert Hughes, Fulton Oursler, S.S. Van Dine, Rita Weiman, Nathanael West
- Genre : Mystère/Thriller[3]
- Producteurs : Burt Kelly, Nat Levine, Albert E. Levoy
- Photographie : Ernest Miller
- Montage : Robert L. Simpson
- Musique : Hugo Riesenfeld
- Production : Republic Pictures
- Durée : 80 minutes
- Date de sortie :
  - États-Unis : 28 septembre 1936

## Distribution
- Henry Wilcoxon : James Blake
- Betty Furness : Charlotte Brown
- Sidney Blackmer : George Sartos
- Evelyn Brent : Ilka Blake
- Barnett Parker : Roger
- Mel Ruick : Andrew
- Wade Boteler : Sheriff
- John Wray : Shane
- Guy Usher : Police Lieutenant
- Robert Homans : Sergent
- Si Jenks as Earl
- Arthur Aylesworth : Joe Reed